# گیاچونگ کانگ
گیاچونگ کانگ (به نپالی: ग्याचुङ्काङ، به چینی: 格重康峰، پین یین: Gézhòngkāng Fēng) کوهی مرتفع در رشته‌کوه هیمالیا است که در ناحیهٔ خومبو در مرز نپال با تبت در چین واقع شده‌است. این کوه که ارتفاع آن دست کم ۷۹۵۲ متر تخمین زده می‌شود پانزدهمین کوه مرتفع جهان و بلندترین در بین کوه‌های ۷۰۰۰ متری است. گیاچونگ کانگ همچنین بلندترین قله در فاصلهٔ بین دو کوه اورست (۸۸۴۸ متر) و چو اویو (۸۲۰۱ متر) نیز هست.
ماه‌های آوریل و مه بهترین زمان برای صعود به گیاچونگ کانگ است.

## تاریخچه صعود
در ۱۰ آوریل ۱۹۶۴، وای. کاتو، کی. ساکائیزاوا و پاسانگ پوتار نخستین افراد از یک گروه کوهنوردی ژاپنی بودند که توانستند از گیاچونگ کانگ صعود کنند و کی. ماچیدا و کی. یاسوشیسا موفق شدند در روز بعد به بالای کوه برسند.
همچنین نخستین صعود به جبهه شمالی کوه توسط یک گروه اسلونیایی در سال ۱۹۹۹ صورت گرفت و یاسوشی یامانوئی ژاپنی این صعود را در سال ۲۰۰۲ تکرار نمود.